# Campionat Europeu de Salts de 2015 – 3 metres trampolí sincronitzat femení
La prova de 3 metres trampolí sincronitzat femení del Campionat Europeu de Salts de 2015 es va disputar a Rostock el dia 13 de juny.

## Resultats
*   Finalista
| # | Saltador                             | País          | Preliminar | Preliminar | Final     | Final   |
| # | Saltador                             | País          | Puntuació  | Posició    | Puntuació | Posició |
| - | ------------------------------------ | ------------- | ---------- | ---------- | --------- | ------- |
| 1 | Tania Cagnotto Francesca Dallapé     | Itàlia        | 308,49     | 1          | 313,08    | 1       |
| 2 | Tina Punzel Nora Subschinski         | Alemanya      | 297,30     | 3          | 302,70    | 2       |
| 3 | Nadeschda Baschina Kristina Iljinych | Rússia        | 300,30     | 2          | 298,50    | 3       |
| 4 | Hanna Pysmenska Olena Fedorowa       | Ucraïna       | 280,20     | 4          | 290,10    | 4       |
| 5 | Inge Jansen Uschi Freitag            | Països Baixos | 279,00     | 5          | 282,00    | 5       |
| 6 | Iira Laatunen Taina Karvonen         | Finlàndia     | 239,94     | 7          | 265,32    | 6       |
| 7 | Villő Kormos Flóra Gondos            | Hongria       | 269,94     | 6          | 255,93    | 7       |